# Karen Bałajan
Karen Amikowycz Bałajan (ukr. Карен Амікович Балаян, ur. 8 lipca 1975) – ukraiński judoka. Olimpijczyk z Atlanty 1996, gdzie zajął 21. miejsce w wadze półśredniej.
Uczestnik mistrzostw świata w 1995 i 1997. Startował w Pucharze Świata w latach 1995-1998 i 2000. Siódmy na mistrzostwach Europy w 1996. Trzeci na MŚ juniorów w 1994 roku.

## Letnie Igrzyska Olimpijskie 1996
| Konkurencja | Eliminacje           | Klas. końcowa |
| Konkurencja | Przeciwnik I         | Miejsce       |
| ----------- | -------------------- | ------------- |
| 78 kg       | Jason Morris (USA) P | 21.           |